# Мария-Антоанета
Вижте пояснителната страница за други личности с името Мария.
Мария-Антоанета (на френски: Marie-Antoinette, 2 ноември 1755 г. – 16 октомври 1793 г.) е австрийска ерцхерцогиня и кралица на Франция и Навара, съпруга на крал Луи XVI. Тя е майка на Луи XVII, който умира на 10 години в затвора Тампъл по време на Френската революция. Мария-Антоанета остава в историята с легендарната си екстравагантност и с трагичния си край – гилотинирана е в разгара на Френската революция през 1793 г., след като е призната за виновна по обвинение в различни престъпления.

## Детство
Мария-Антоанета е родена в двореца Хофбург, Виена, като ерцхерцогиня Мария Антония Йозефа Йоана фон Хабсбург-Лотарингия (на немски: Maria Antonia Josepha Johanna von Habsburg-Lothringen). Тя е петнадесето дете и най-малка дъщеря на свещения римски император Франц I Стефан и императрица Мария Терезия.
По всеобщо мнение Мария-Антоанета, която в австрийския двор е известна с френското произношение на името си – Антоанет, има трудно детство. Императрица Мария Терезия се стреми да предпази децата си от покварата в австрийския двор, от който императорското семейство намира убежище в личния живот, който протича в няколко замъка – забранена територия за останала част от придворните. Там императорското семейството си позволява да се облича в обикновени дрехи, а императорските деца си играят с деца от простолюдието и се учат на градинска работа. По-късно Мария-Антоанета се опитва да пресъздаде тази атмосфера в Малкия Трианон.
Въпреки че Мария Терезия осигурява идеалната среда за Мария-Антония, императрицата няма големи планове за бъдещето на дъщеря си и дори я пренебрегва, когато планира династичните бракове на децата си. Това рефлектира върху образованието на малката ерцхерцогиня, която, за разлика от братята и сестрите си, на 12 години може да пише и чете само на родния си немски език. Пренебрегвана заради по-големите си братя и сестри, Мария-Антония развива недоверие към тях и не успява да изгради близки отношения с майка си, на която гледа само със „страхопочитание“. Заради своенравния ѝ характер майка ѝ често я нарича „Малката мадам Антоан“.

## Брак с Луи Огюст
През 1765 г. умира император Франц I Стефан, който оставя съпругата си императрица Мария Терезия да управлява заедно с най-големия им син Йозеф II. По това време вече били уредени браковете на по-големите сестри на Мария-Антоанета, чрез които Австрия трябвало да закрепи съюза си с Испания, Неаполитанското кралство, Русия, Парма в т.н Седемгодишна война срещу Великобритания, Прусия, Португалия и Хановер. Ерцхерцогиня Мария-Йозефа е сгодена за краля на Неапол, а ерцхерцогиня Мария-Кристина е омъжена за принца на Саксония, Алберт. Кандидат за ръката на една от неомъжените австрийски принцеси става и херцогът на Парма. По същото време започва кампания за по-тясно сближаване на Австрия със стария враг Франция, която е неин съюзник в Седемгодишната война. За скрепване на съюза между двете доскорошни съперници е предвидено да се сключи династичен брак между престолонаследника на френския престол, Луи Огюст, и някоя от другите дъщери на Мария Тереза.
През 1767 г. в австрийския двор плъзва зараза от едра шарка. От болестта умират една от сестрите на Мария-Антония и Мария-Йозефа – съпругата на император Йозеф II. Мария-Елизабет, дъщерята на Мария Терезия, остава обезобразена от болестта, което проваля плановете за омъжването ѝ за неаполитанския крал. За да компенсира загубата, Мария Терезия омъжва друга своя дъщеря, Мария-Каролина, за краля на Неапол, а на пармския херцог е дадена ерцхерцогиня Мария-Амалия. Така Мария-Антония остава единствената годна за омъжване австрийска принцеса, което я прави потенциална годеница на14-годишния френски дофин. Без необходимостта от съюз между Австрия и Франция бракът на Мария-Антония с френския престолонаследник би бил невъзможен. За да се ускори постигането на споразумение между правителствата на двете страни за планирания брак, зестрата на Мария-Антония е определена на 200 000 златни крони, а накрая последвала и размяна на портрети и годежни пръстени, каквато е традицията по онова време. На 19 април 1770 г. в църквата „Св. Августин“ във Виена е сключен „символичен брак“ между Мария-Антония (на 14 г.) и отсъстващия Луи Огюст (на 15 г.), който е представен от брата на булката, Фердинанд. На церемонията Мария-Антония официално приема името Мария-Антоанета и титлата „Дофина на Франция“. Преди Мария-Антоанета да напусне Виена, Мария Терезия ѝ напомня за дълга към родината, което означава никога да не забравя, че е родена австрийка, и да защитава интересите на Австрия дори като бъдеща кралица на Франция.
Йозеф Вебер, син на бившата дойка на Мария-Антоанета, който присъства на заминаването ѝ от Хофбург, предава последните думи на императрицата към дъщеря ѝ:
| „           | Адио, моя скъпа дъще; ще ни дели голямо разстояние, но ти бъди справедлива, човечна и изпълнена с чувство за дълга на своя ранг и аз всякога ще бъда горда със скръбта, която винаги ще изпитвам... Направи толкова много добро на народа на Франция, че да могат да казват, че съм им изпратила ангел. | “ |
| Йозеф Вебер | |   |

Мария-Антоанета официално е предадена във френски ръце на 7 май 1770 г. на един остров на река Рейн, на австро-френската граница близо до град Кел. Сред посрещащата делегация са граф дьо Ноел и съпругата му, която по-късно е назначена от крал Луи XV за метреса на престолонаследника. Една седмица по-късно Мария-Антоанета се среща за първи път и с Луи Огюст, но е разочарована от хладното му поведение.
Преди да пристигне във Версай, бъдещата кралица е представена на братята на Луи, Луи Станислас Ксавие, граф Дьо Прованс, и Шарл Филип, граф Д’Артоа, които ще играят важна роля в по-нататъшния ѝ живот. По-късно във Версай Мария-Антоанета е представена официално и на останалата част от кралското семейство, в това число и на мадам Елизабет, която става нейна близка приятелка. На 16 май 1770 г. във Версай е извършена и тържествената церемония по бракосъчетанието на Мария-Антоанета и Луи Огюст.  След тържествата двамата юноши се оттеглят в брачните си покои, където, по стар обичай, бракът трябва да бъде консумиран през първата брачна нощ. Преди да бъдат оставени да изпълнят държавния си дълг, лично Луи XV благославя брачното ложе на внука си и произнася тържествена реч по този случай. На следващата сутрин става ясно, че това не се е случило. Нищо не се случва и през следващите години. Сексът между двамата се оказва проблем, тъй като Луи не е никак сексуален и не разбира необходимостта да спи със съпругата си.

### Дофина на Франция
Първоначалните реакции от брака на Мария-Антоанета са противоречиви. От една страна новата дофина става доста популярна между хората, които са очаровани от красотата ѝ – тя е висока, със светла кожа, сламено руса коса и сини очи с дълбок поглед. Единственият недостатък в очарователната принцеса са типичните ѝ хабсбургски устни – продукт на поколения кръвосмесителни бракове в рода на австрийските Хабсбурги. При първата официална поява на Мария-Антоанета в Париж на 8 юни 1773 г., в двореца Тюйлери, се определя от много наблюдатели като голям успех, тъй като пред палата се събират около 50 000 души, които искат да видят Мария-Антоанета; дофината печели популярност и със своето милосърдие – при един инцидент тя лично оказва помощ на един умиращ и издейства на семейството му финансова помощ за достойно погребение. Не така обаче стоят нещата в двора, където Мария-Антоанета не се радва на голямо уважение: много от придворните смятат, че съюзът между Австрия и Франция няма бъдеще, а някои дори агитират за брак между френския дофин и някоя саксонска принцеса. Зад гърба ѝ придворните дами, и то най-вече дъщерите на Луи XV, известни като Mesdames Tantes (Лелите), наричат Мария-Антоанета l'Autrichienne („Австрийката“), което в разгара на революцията лесно е трансформирано в l'Autruchienne, което е каламбур от думите autruche (щраус) и chienne (хиена, кучка). Много придворни подозират, че Австрийката се опитва да влияе на краля, за да го направи роб на австрийските порядки, разрушавайки много от традициите в двора. Отношенията на Мария-Антоанета с други придворни като мадам Дю Бари достигат до открита враждебност. Ненавистта на дофината към мадам Дю Бари рефлектира, поне на пръв поглед, върху отношението на придворните върху самата Мария-Антоанета, тъй като Жана дю Бари, любовница на Луи XV, се ползва със силно политическо влияние във френския двор. От момента, в който научава, че Жана е убедила краля да уволни външния министър Шоазьол, който е уредил брака на Мария-Антоанета с Луи Огюст, неприязънта на Мария-Антоанета към мадам Дю Бари се увеличава. Mesdames Tantes, които мразят мадам Дю Бари заради безсрамната ѝ връзка с баща им, чрез манипулативни интриги умело подклаждат конфликта между дофината и кралската фаворитка. Категоричният отказ на дофината да приеме Жана за своя придворна дама, на която длъжност мадам Дю Бари е назначена лично от краля, се определя от съвременници като „политическо самоубийство“. Няколко месеца по-късно, след продължителен натиск от страна на майка ѝ и на австрийския министър граф Дьо Мерси-Арженто, Мария-Антоанета се съгласява да разговаря с мадам Дю Бари на новогодишното тържество през 1772 г., макар че разговорът се изчерпва с коментара на Мария-Антоанета: „Днес във Версай има много хора“. Мадам Дю Бари остава впечатлена, а кризата е преодоляна. По-късно Мария-Антоанета става по-тактична с мадам Дю Бари, което впечатлява краля.
На Мария-Антоанета се налага да води дълга борба с майка си, която поддържа редовна кореспонденция с нея и получава подробни тайни доклади за поведението ѝ от граф Дьо Мерси-Арженто. Императрицата постоянно критикува Мария-Антоанета, че е неспособна да събуди страст у съпруга си, който не спи с нея и не изпитва интерес да го прави. На Мария-Антоанета постоянно се напомня, че е във Франция, за да брани интересите на Австрия. Мария Тереза критикува дъщеря си заради привързаността ѝ към ездата и дори стига до открити обиди към Мария-Антоанета, като ѝ казва, че е загубила красотата си, което я обрича на провал, особено след като Луи Станислас Ксавие се жени за Мария-Жозефина-Луиза Савойска, а брат му Шарл – за Мария-Тереза Савойска. Обидена от отношението на съпруга си и майка си, Мария-Антоанета търси утеха в хазарта, ездата и честите пътувания до Париж за покупка на дрехи, обувки, помади и руж, разходите по които я карат да трупа дългове. Дофината смята, че като бъдеща кралица има право да харчи пари за екстравагантни дрехи, чрез които да изпъква над останалите жени в двора, и да стане еталон за мода.
Мария-Антоанета завързва близки приятелства с дами от антуража си. Най-известни са отношенията ѝ с красивата и богата вдовица – принцеса Дьо Ламбал, която е назначена за главен управител на двора на дофината, и с Йоланда дьо Полиняк, която се превръща в крайъгълен камък на бъдещото „Общество на Кралицата“. Близките отношения на Мария-Антоанета с тези жени са причина в цялото общество да плъзнат слухове, че дофината не спи с мъжа си, защото е лесбийка. По-късно такива обвинения срещу Мария-Антоанета са отправени публично чрез брошури, част от които с порнографско съдържание, разпръскани по улиците на Париж. Други, които се ползват с близкото доверие на дофината, са сестрата на Луи Огюст – мадам Елизабет, херцогиня Д’Артоа, графиня Дьо Прованс и Кристоф Глук – учителят по музика на Мария-Антоанета, когото тя взима под патронажа си след пристигането му във Франция.

## Кралица на Франция
На 27 април 1774 г., една седмица след невероятния успех на премиерата на операта „Ифигения в Авлида“ от Кристоф Глук, който утвърждава образа на дофината като патрон на изкуствата, крал Луи XV се разболява от едра шарка. На 4 май умиращият крал отпраща мадам Дю Бари от Версай и умира на 10 май в 15:00 на 64 години.
На 11 юни 1775 г. в катедралата на Реймс Луи Огюст официално е коронован за крал на Франция под името Луи XVI. Мария-Антоанета става кралица на Франция, въпреки че не е коронована заедно със съпруга си, когото просто придружава по време на коронацията.

### 1775 – 1778 (ранни години)
От самото начало, въпреки всеобщото мнение, Мария-Антоанета има слабо влияние върху политиката на съпруга си. Луи XVI, който от дете е възпитан в антиавстрийски дух, поставя на всички важни държавни постове отявлени антиавстрийци, които се отнасят враждебно към всяка намеса на австрийката в държавните дела на Франция.
Положението на Мария-Антоанета става още по-несигурно, след като на 6 август 1776 г. на по-малкия брат на краля, граф Д’Артоа, се ражда син, Луи-Антоан, който получава титлата Херцог Д’Ангулем и в продължение на седем години е наследник на френския престол. Продължителното бездетие на кралската двойка е причина за появата на няколко сатирични памфлета, в които център е кралската импотентност и обвиненията, че кралицата търси удовлетворение при други мъже и жени. Това кара Мария-Антоанета да се отдаде с още по-голяма страст на скъпите си развлечения – модното облекло, бижутата и хазарта. Страстта ѝ към хазарта стига дотам, че една от игрите на покер, в които тя участвала заедно с играчи от Париж, продължила цели три дни. Слуховете за харчовете на кралицата са основна тема за разговор из светските салони и подронват нейния престиж. Те достигат и до Виена и карат императрицата да се тревожи за доброто име на дъщеря си:
| „                                                                   | Всички новини от Париж съобщават, че си направила поръчка на гривни за 250 000 ливри и че вследствие на това си разстроила финансите си и си влязла в дългове, и че за да се справиш с това, си продала част от диамантите си на много ниска цена; а това, което се предполага, е, че сега склоняваш краля към толкова безполезно разточителство, което от известно време отново се е увеличило и е поставило държавата в нуждите, в които се намира. Вярвам, че тези слухове са преувеличени, но обичайки те толкова много, смятам, че беше необходимо да си запозната с мълвите. Такъв вид приказки тревожат сърцето ми, особено за бъдещето. | “ |
| Из писмо на Мария-Терезия до Мария-Антоанета от 2 септември 1776 г. | |   |

Скоро Мария-Антоанета започва да привлича вниманието на различни мъже, допуснати в приятелския ѝ кръг. Плъзват клюки за предполагаема любовна връзка между Мария-Антоанета и шведския благородник, граф Фернзен, които се срещат за първи път, когато тя е на осемнайдесет години. Фернзен е женкар и бонвиван, а любовната му връзка с Мария-Антоанета се развива едва няколко години по-късно и той ѝ остава верен докрай.
На 27 август 1775 г. Луи XVI подарява на кралицата Малкия Трианон – дворец в покрайнините на Версайските градини, построен от Луи XV. Кралицата получава пълна свобода да обнови двореца по свой вкус. Тя съсредоточава усилията си върху преустройството на градините му в английски стил. По нейно желание в парка на двореца са прокопани плавателни канали, над които са построени мостчета, и са оформени малки зелени островчета. Стилът на градините е издържан според модерната за времето идея за връщането на човека към природата. Въпреки че дворецът е построен по времето на Луи XV, той започва да се асоциира изцяло с разточителния вкус на Мария-Антоанета и скоро критиците ѝ започват да го наричат Малката Виена. Там Мария-Антоанета живее изолирано без никаква представа за реалния свят и без да знае какво става извън Версай. Поведението на френската кралица скандализира двора. Според дворцовия етикет тя няма право на личен живот, а усамотяването ѝ, далеч от погледите на придворните, става подозрително и е причина за разпространяването на множество слухове за случващото се зад стените на Малкия Трианон.
А нацията все още чака кралицата след седемгодишен брак да роди наследник на короната. За да спаси брака на дъщеря си, Мария Терезия изпраща сина си Йозеф II, вече император, да разговаря с Луи XVI. Йозеф II пристига във Версай на 17 април 1777 г. Шестседмичното гостуване на императора има за цел да открие причините, поради които бракът на сестра му остава неконсумиран. Дотогава се е смятало, че кралят има физиологична фимоза и се нуждае от хирургическа операция. Йозеф II открива, че сексуалните проблеми на краля се дължат на неговото невежество и недостатъчна осведоменост относно интимната част на брака. Налага се Йозеф II сам да обясни на крал Луи XVI как стават някои неща от живота.
Йозеф II написва подробно писмо на брат си Леополд, в което заявява: „кралят е магаре и би трябвало да го бием с камшик, за да получи еякулация.“ Този урок има ефект – още по време на гостуването на Йозеф II бракът на Мария-Антоанета и Луи XVI е консумиран, а осем месеца по-късно Мария-Антоанета проявява първите симптоми на бременност. Официално бременността ѝ е потвърдена на 16 май 1778 г.

### 1778 – 1781
Междувременно братът на кралицата император Йозеф предявява претенции към Бавария, позовавайки се на втория си брак с Мария-Йозефа Баварска. Опитите на кралицата да накара Луи XVI да подкрепи австрийските претенции за наследството на Бавария са парирани от краля и министрите му. Договорът от Тешен, подписан на 13 май 1779 г., слага край на кризата, но тя потвърждава незначителното влияние на Австрийката върху политиката на кралството, поне на този етап от управлението на съпруга и ̀.
На 19 декември 1778 г. във Версай след трудна бременност Мария-Антоанета ражда дъщеря – Мари Терез Шарлот. След раждането се стига до неочаквано усложнение – кралицата колабира от задушаване, тъй като стаята е претъпкана от придворни, наблюдаващи раждането. Поради тази причина, точно по примера на австрийския двор, кралицата забранила на придворните да присъстват на бъдещите ѝ раждания. Малко преди Мария-Антоанета да роди, във Франция се завръща спряганият за дългогодишен неин любовник – граф Фернзен. Скоро плъзват първите слухове, оспорващи бащинството на Луи XVI. Кралят не им обръща внимание и силно се привързва към дъщеря си. Раждането на момиче не задоволява политическия елит на страната, което подновява натиска върху кралицата да роди мъжки наследник на короната въпреки крехкото ѝ здраве, което е причина тя да направи спонтанен аборт през 1779 г. Междувременно с позволението на съпруга си Мария-Антоанета извършва важни промени в дворцовата мода. Някои от тях, като премахването на отделните за краля и кралицата трапезарии, били посрещнати с неодобрение от по-старите поколения в двора. По примера на кралицата са премахнати роклите с тежки кринолини, въведено е по-свободно облекло, започва модата на широките сламени капели, тежкият грим излиза от мода и е заменен с по-семпъл, a от 1783 г. на мода е въведен муселинът. От 1780 г. Мария-Антоанета започва да играе малки роли в аматьорски пиеси, поставяни на сцената на построения за нея и придворните ѝ театър. 
На 29 ноември 1780 г. умира австрийската императрица Мария Терезия. В кореспонденцията с брат си Мария-Антоанета изразява безпокойство, че наближава краят на австро-френското сближение, което би рефлектирало върху положението ѝ във френския двор. Налага се Йозеф II да успокоява сестра си, че няма намерение да се оттегли от алианса с Франция. Три месеца след смъртта на Мария Терезия официално е обявено, че кралицата чака второто си дете. През юли същата година второто посещение на император Йоазеф II във Франция под предлог, че императорът идва, за да потвърди добрите отношения между Австрия и Франция и да види сестра си, поражда безпочвената мълва, че Мария-Антоанета отклонява средства от държавната хазна в полза на брат си.
На 22 октомври 1781 г. френската кралица ражда дългоочаквания наследник на престола – Луи-Жозеф Ксавие Франсоа, който получава титлата „херцог Дьо Бретан“. Радостта от раждането на новия престолонаследник личи от думите, които Луи XVI записва в дневника си: „Мадам, Вие изпълнихте нашето желание и желанието на цяла Франция, Вие сте майка на дофин!“

### 1782 – 1785
Раждането на престолонаследника така и не увеличава влиянието на Мария-Антоанета върху политиката на Франция, както очакват австрийците. На обвиненията на брат си, че е изключително пасивна по този въпрос, поради което той я нарича в писмата си „глупачка“, кралицата сама отговаря, че няма необходимата власт в двора, че кралят рядко разговаря с нея по политически въпроси и че тя самата трябва да научава за тях от неговите министри, пред които била принудена да се преструва, че кралят ѝ има пълно доверие, за да може да получи от тях необходимата ѝ информация. Това от своя страна създавало илюзията у придворните, че тя разполага с повече власт. Тя дори пише на брат си: „Би ли било мъдро от моя страна да влизам в пререкания с неговите министри по въпроси, за които на практика е сигурно, че кралят няма да ме подкрепи?“
Мария-Антоанета сама поема грижите за образованието и възпитанието на децата си, което е необичайно за традициите на френския двор. По традиция кралицата не се разпорежда с „децата на Франция“, както наричат кралските деца, които били поверявани в ръцете на различни възпитатели и гувернанти. За гувернантка на децата си Мария-Антоанета назначава своята фаворитка, херцогиня Дьо Полиняк. Това скандализира дворцовите среди, според които херцогинята нямала благородно потекло и не би трябвало да заема тази важна длъжност.
През юни 1783 г. кралицата забременява отново. Същия месец от Америка се завръща граф Фернзен, който заема важна военна длъжност в двора и е приет в частното общество на кралицата. Два месеца след неговото заминаване от Франция през септември 1783 г., за да постъпи в охраната на шведския крал, Мария-Антоанета прави спонтанен аборт, с което предизвиква опасения за здравето си. Графът посещава отново Франция през пролетта на 1784 г.
През май 1782 г. кралският двор е обзет от суматоха, в Париж пристигат граф и графиня Дю Норд – псевдоними, използвани от великия руски княз и бъдещ император Павел и съпругата му Мария Фьодоровна, които пътуват инкогнито из Европа. Френският кралски двор не пропуска да ги приеме и да демонстрира разкоша и величието си пред бъдещата руска императорска двойка. Първоначално Мария-Антоанета е притеснена от присъствието на техни имперски височества, тъй като е чувала за изключителния интелект на великата княгиня и за злъчния характер на съпруга ѝ. Въпреки това Мария-Антоанета се справя блестящо в ролята си на домакиня, която трябва да забавлява гостите: в тяхна чест тя отваря вратите на Трианон; в театъра на кралицата е представен балетът „Земир и Азор“ от Андре Гретри, дадена е празнична вечеря, а кулминацията на нощта се оказват илюминациите в пищно украсените градини на двореца. „Колко много ми се иска да живея с нея!“, възкликва великата княгиня, очарована от кралицата, и добавя: „Колко щастлива бих била, ако мосю граф Дю Норд беше дофин на Франция?“. Визитата на императорската двойка е определена като истински успех за кралицата. Павел и Мария напускат Париж, впечатлени от блясъка на френския кралски двор и от величието на своите домакини.
Опитвайки се да намери спокойствие, по време на първата визита на Ферзен и по-късно след неговото завръщане на 7 юни 1784 г., кралицата се захваща с един от грандиозните ѝ проекти – създаването на образцово селце в градините на Малкия Трианон, което трябва да е място за почивка на кралицата. Завършено през 1784 г., „Селцето на кралицата“ (Hameau de la reine) представлява модел на малко село, състоящо се от една воденица и дванадесет селски къщички (ферми), девет от които са запазени и до днес. В селцето са настанени доячки, мандраджии, наети са и овчари, които да пасат стадо овце, всяка от които притежава панделка със звънче. Разходите по проекта, които мълвата преувеличава, предизвикват остри критики срещу австрийката. Идеята за селцето е инспирирана от подобно, но по-мащабно „образцово село“, построено от принц Дьо Конде в Шантийи.
Търсейки постоянно с какво да отвлече вниманието си, Мария-Антоанета става страстен читател на исторически романи, а научните ѝ интереси стават толкова големи, че кралицата присъствала на пускането на първия балон с горещ въздух. Тя е очарована от философията на Жан-Жак Русо за връщане към природата, както и от културата на инките в Перу и култа им към слънцето, книги за което се намирали в личната ѝ библиотека. Интерес за кралицата представляват и биографиите на изтъкнати английски политици като английския министър-председател Уилям Пит Младши и английския посланик в Париж – маркиз Дорсет. Мария-Антоанета дори се заема да учи английски език и въпреки че така и не успяла да го овладее добре, тя пише с развален английски на приятелката си херцогиня Девоншир, чиято съдба е сходна с тази на кралицата.
През 1784 г. здравето на френския дофин започва да се влошава. Кралят и кралицата са принудени да помислят за раждане на втори син, който да подсигури наследството на короната. През август 1784 г., 6 седмици след заминаването на граф Фернзен е обявено, че кралицата е бременна. Бъдещото увеличаване на семейството кара Мария-Антоанета да помисли за имущественото си състояние. Тя се опитва да закупи двореца в Сен Клу, който в бъдеще да бъде безвъзмездно завещан на децата ѝ. Това начинание е посрещнато с голямо неодобрение от придворните и предизвиква остри критики срещу разсипничеството на кралицата. Скоро недоволството се разпространява из цяла Франция, която посреща като шок идеята кралицата да се отдели в собствен двор, независим от този на краля. В крайна сметка покупката на замъка е осуетена – преценено е, че цената му от над 6 милиона ливри и допълнителните разходи за неговото обновяване ще затрудни изплащането на сумите по външния дълг на страната. На 27 март 1785 г. Мария-Антоанета ражда втория си син Луи-Шарл, херцог на Нормандия, с което обезпечава наследяването на короната, но и този път слуховете за бащинството на детето не закъсняват.

### Аферата с диамантената огърлица
Продължаващите с години клеветнически публикации, дворцовите интриги и скандалите, в които е замесено името на кралицата, оформят популярния образ на една безнравствена, разточителна и празноглава австрийка, с който образ Мария-Антоанета остава трайно във френското съзнание. Няколко месеца след раждането на Луи-Шарл кралицата получава писмо от известните бижутери Шарл Бьомер и Пол Бесанж относно една диамантена огърлица на стойност 2 млн. ливри, която уж била закупена от Мария-Антоанета чрез посредничеството на кардинал Дьо Роан. Мария-Антоанета е шокирана от новината, тъй като отношението ѝ към кардинал Дьо Роан можело да бъде определено като истинско презрение, а освен това няколко пъти преди това тя категорично отказала да закупи огърлицата заради високата ѝ цена. Става ясно, че лековерният кардинал Дьо Роан, обзет от желанието да спечели благоразположението на кралицата, бил подведен от графиня Жана дьо Ламот-Валоа да плати авансово огърлицата от името на Мария-Антоанета, която уж желаела чрез него да се сдобие дискретно със скъпия накит. Кардиналът закупил бижуто и го предал на съпруга на Дьо Ламот. Естествено огърлицата изчезнала, Бьомер и Бесанж така и не получили цялата сума за нея, а парите на Дьо Роан никога не били върнати. Това, заедно с разкритията на една от придворните дами на Мария-Антоанета, мадам Дьо Кампан, че кардиналът използвал фалшиви подписи, за да закупи огърлицата, довело до незабавното арестуване на организаторите на измамата и на кардинал Дьо Роан. Случаят е отнесен до Парижкия парламент – необмислен акт, който направил публично достояние клеветите на обвиняемите. Така например в показанията си Дьо Ламот твърди, че кралицата имала сексуална връзка с кардинала. За да си отмъсти на краля за постоянното несъобразяване с решенията на парламента и за да накаже съпругата му за предполагаемия ѝ развратен живот, на 31 май 1786 г. събранието оправдава кардинал Дьо Роан, семейство Дьо Ламот са осъдени до живот, а другите участници в аферата получават по-леки присъди. По-голямата част от вината обаче се стоварва върху гърба на кралицата – въпреки че Мария-Антоанета не е замесена в поръчката на огърлицата, всички скандали, в които е било забърквано името ѝ през годините, карат широката общественост да мисли, че и този път кралицата лъже. Тази афера окончателно убеждава французите в развратеността и разсипничеството на кралицата им. След този случай репутацията ѝ никога не се възстановява.
На 2 ноември 1785 г. Мария-Антоанета навършва тридесет години. Кралицата започва да обновява гардероба си с по-прилично облекло. Появяват се и признаци на бременност, които я карат да се притеснява за здравето си, тъй като е родила само преди няколко месеца. Стресът, натрупан от аферата с огърлицата, оказва влиянието си и на 9 юли 1786 г. Мария-Антоанета ражда преждевременно втората си дъщеря Софи Елен Беатрикс. Страховете на кралицата се оправдават, само няколко месеца след раждането тя започва да страда от дихателни проблеми.

### 1786 – юли 1789
Продължаващата финансова криза във Франция принуждава Луи XVI да свика събранието на нотабилите, което не било правено в продължение на 160 г. Те трябвало да одобрят въвеждането на няколко допълнителни данъка, което Парижкият парламент преди това отказал да направи. Мария-Антоанета не присъствала на първото заседание на събранието, което по-късно било изтълкувано като опит да омаловажи значението на асамблеята. Така или иначе свикването на събранието не дава резултат, тъй като то не приема нито един от проектите на кралското правителство. В резултат на 8 април 1787 г. кралят уволнил финансовия министър Калон.
Луи XVI още веднъж пренебрегнал предложения от Мария-Антоанета кандидат за поста външен министър, който да заеме мястото на починалия на 13 февруари министър Гравиер, и назначава на тази длъжност своя приятел граф Арман Марк. Въпреки това кралицата започва все по-често се меси в политиката, често в противовес на австрийските интереси. Действията ѝ си имат своето обяснение. Първо, тя трябва да осигури бъдещето на децата си, които един ден трябвало да наследят управлението на страната; второ, кралицата отчаяно търси начини да подобри престижа си, накърнен след аферата с огърлицата; трето, кралят все по-често проявява нерешителност по важни политически въпроси, оставяйки всички важни решения в ръцете на министрите си. Така най-накрая кралицата се проявява като политически фактор, въпреки че политиката не е любимото ѝ занимание. Мария-Антоанета използва новото си положение на личност с все по-голяма власт, давайки най-доброто от себе си, за да разреши сложната ситуация, възникнала между краля и събранието на нотабилите.. Политическото раздвижване на кралицата слага край на влиянието на херцогиня Дьо Полиняк, чиито огромни разходи не допадат на Мария-Антоанета, тъй като са тежест за финансите на короната. През май херцогинята напуска Франция и се установява в Англия, оставяйки децата си във Версай. Същия месец кралят назначава за финансов министър архиепископа на Тулуза, който е един от най-доверените хора на Мария-Антоанета. Под негов натиск дворът предприема съкращаване на разходите. Архиепископът обаче не успява да се справи с финансовите затруднения на страната, което рефлектира върху отношението към кралицата като негова покровителка. Лошият финансов климат в страната става причина за разпускането на нотабилите на 25 май поради неспособността им да вземат нужните за страната решения. Всъщност вина за ситуацията имат скъпите войни, които Франция води през 18 в., и големите разноски на огромното кралско семейство, които далеч надхвърляли личните разноски на кралицата, както и нежеланието на аристократите да се разделят с част от средствата си, като бъдат обложени с данъци. Въпреки това голяма част от обществото обвинява кралицата за свръхразходите на двора, което ѝ спечелва прозвището „Мадам Дефицит“.
Кралицата се опитва да води пропаганда в своя защита, представяйки се за грижовна майка, отдадена на грижите за децата си, както е изобразена върху един портрет от Елизабет Виже-Льо Брюн, представен в Кралската академия през август 1787 г. Стратегията на Мария-Антоанета обаче е провалена от последвалата през същата година смърт на дъщеря ѝ Софи. Освен това по това време от затвора успява да избяга Жана дьо Ламот-Валоа, която успява да се добере до Англия, където публикува множество скандални слухове за френската кралица.
Политическата ситуация през 1787 г. става изключително напрегната, когато събранието на нотабилите е разпуснато. На 11 ноември 1787 г. напрежението кулминира, след като кралят се опитва да използва правото си на lit de justice, за да прокара свои законопроекти за нови данъци. Опитът отново е неуспешен, след като той среща острата критика на Орлеанския херцог. Майският едикт от 8 май 1788 г. също среща публично неодобрение. Общественият натиск върху краля да свика Генералните щати най-накрая дава резултат и с декрети от 8 юли и 8 август 1788 г. той най-накрая свиква Генералните щати на Франция – национален представителен орган, който за последно заседавал през 1614 г. Мария-Антоанета по това време е заета с грижите си за влошаващото се здраве на дофина, който се разболява от туберкулоза. Тя обаче притежава личен принос за връщането на Жак Некер на поста финансов министър на 26 август 1788 г. въпреки опасенията си, че това допълнително ще ѝ навреди, ако опитите на Некер за реформиране на държавните финанси не успеят. Опасенията ѝ започват да се сбъдват, след като през зимата на 1788 – 1789 г. цената на хляба във Франция се покачва. Здравето на дофина се влошава допълнително, а през април Луи XVI едва не умира, след като пада от покрива.
„Ела, Леонард, оправи ми косата, трябва да съм като актриса, излизам пред публика, която ще ме освирка“ са думите на кралицата, отправени към фризьора ѝ, преди тя да се приготви за тържествената меса на 4 май по случай първото заседание на Генералните щати. Мария-Антоанета знае, че аплодисментите на тълпите ще бъдат за Орлеанския херцог, който през зимата е раздавал пари и хляб на гладуващите, а за нея ще останат само освиркванията. През целия месец май, по време на заседанията на Генералните щати, които преминават в спорове между представителите на трите съсловия за начина на гласуване, Мария-Антоанета няма време за политика. Здравето на сина ѝ се влошава изключително бързо и на 4 юни 1789 г. в замъка в Мудон принцът умира в ужасни мъки в прегръдките на майка си. Неговата смърт, която при обикновени обстоятелства би била повод за национален траур, остава почти незабелязана от общественото мнение, което се интересува повече от следващото заседание на Генералните щати и решаването на хлебната криза. Въпросът за начина на гласуване в Генералните щати вече се разисква повече от месец, когато на 17 юни 1789 г., изчерпали търпението си в безкрайни спорове около един по същество процесуален въпрос, депутатите от третото съсловие се провъзгласяват за Национално събрание, показвайки, че не признават съсловното деление във Франция. Нарушението на традиционната процедура на вземане на решения в Генералните щати е причина кралят да съсредоточи кралските войски в околностите на Версай с цел да сплаши депутатите и да ги принуди да спазват вековната традиция. На 20 юни залата, в която се провеждат заседанията, посреща депутатите със заключени врати. Затова депутатите от Националното събрание се събират в съседната зала за игра с топки, където полагат клетва, че няма да отстъпят, докато не приемат конституция. Тези събития са основна тема в разговорите на повечето французи, докато Мария-Антоанета скърби за покойния си син.

### Френската революция
Напрежението в Париж ескалира до връхната си точка в началото на юли 1789 г., когато Националното събрание започва да иска все повече права, а кралят категорично отказва, опитвайки да потисне Третото съсловие. След уволнението на Жак Некер на 11 юли 1789 г. и последвалия крах на парижката борса Париж е залят от бунтове, чиято кулминация е превземането на Бастилията на 14 юли. Веднъж отприщени, насилията стават трудно контролируеми дори от страна на Националното събрание. В този момент кралят проявява разсъдливост и не хвърля войските срещу въстаналия Париж. Заедно с Мария-Антоанета, и под бурните дюдюкания на тълпата, кралят се явява в Парижкото кметство, където получава от новоизбрания парижки кмет Байи трицветна кокарда, символ на „съюза между народа и монарха“, станала по-късно и знаме на Франция.
Вестта за събитията в Париж отприщва трупания с векове гняв на селяните в провинцията и през следващите дни жертва на този гняв стават десетки провинциални аристократи. В следващите седмици много аристократи като братът на краля граф Д'Артоа и херцогиня Дьо Полиняк напускат Франция от страх пред гнева на тълпите. Кралицата остава, за да подкрепя съпруга си в опитите да въдвори ред в страната, въпреки че прерогативите му са намалени от Учредителното събрание, което започва да управлява Париж, сформирайки и собствена Национална гвардия. На 20 август е приета „Декларацията за правата на човека и гражданина“, която е първа стъпка към конституционна монархия във Франция. Без да си позволи открито да отхвърли Декларацията, кралят продължава да спазва старите дворцови церемонии, демонстриращи абсолютната власт на короната.
През септември 1789 г. мълвата, че след един банкет кралицата била стъпкала с крака трицветната кокарда, служи като повод една разгневена тълпа да се отправи на поход към Версай с искане за хляб и за преместване на краля и кралицата в Париж. Тълпата щурмува двореца и нахлува в апартаментите, като отправя заплахи към Мария-Антоанета. Ужасена, кралицата през таен проход търси спасение в апартамента на краля. Дворцовата стража изтласква тълпата на двора, но хората настояват кралят да се появи на балкона заедно с кралицата. Омразната фигура, олицетворение на монархията, в този момент не е Луи XVI, а Мария-Антоанета. Тя излиза на балкона с децата си в ръце, но тълпата крещи: „Никакви деца, никакви деца!“. Кралицата оставя децата, остава на място без да трепне, с лице към множеството. Под прицела на множество дула, насочени към нея, Мария-Антоанета остава така две минути. Накрая хората бавно свалят мускетите и започват да крещят: „Да живее кралицата“. Мария-Антоанета се прибира в стаята, където колабира.
На другия ден кралското семейство е принудено окончателно да напусне Версай под конвоя на тълпата. През следващите три години живеят в скромния и неудобен дворец Тюйлери, където са на практика под домашен арест.. По време на този труден за Мария-Антоанета период кралицата не престава с обичайните си занимания: благотворителност, посещение на религиозни церемонии и всеотдайна грижа за децата. Въпреки опитите да остане извън фокуса на общественото внимание, обещавайки си, че повече няма да се меси в политиката, тя продължава да бъде одумвана от някои среди, които сега ѝ приписват интимна връзка с маркиз Дьо Лафайет. Мария-Антоанета всъщност го мрази заради либералните му възгледи и ролята му за преместването на кралското семейство в Тюйлери. Въпреки постоянния надзор на революционните власти, Мария-Антоанета полага усилия да предотврати приемането на конституция, която би свела до минимум ролята на краля в политическия живот на страната. Дори в тези трудни времена тя не престава да се надява, че в бъдеще синът ѝ ще управлява пълноценно, и е убедена, че трудностите пред монархията са временни. Благодарение на съветите ѝ и на тези на верните му приятели, Луи XVI първоначално успява да предотврати приемането на много закони от Националното събрание или да забави тяхното изпълнение, приемайки външно вид на примирение и посещавайки заседанията на събранието. Междувременно кралят и кралицата поддържат активни контакти с врагове на революцията – аристократи и роялисти, заговорничат и търсят съдействие в чужбина.
Замислени са и няколко плана за бягство, но Мария-Антоанета категорично отхвърля повечето от тях, изтъквайки, че не желае да оставя съпруга си сам във Франция. Дълго време кралят и кралицата отлагат бягството си, надявайки се, че една интервенция от чужбина ще реши проблемите им. Раздразнен от постоянните противоречия между европейските монарси и от чувството си за безсилие, едва през пролетта на [ 1791 г. кралят най-сетне приема настоятелните предложения на крайните монархисти да емигрира. Организацията на бягството е поверена на граф Фернзен. Организаторите залагат на бързината, но неуспехите започват още от самото начало, след като кралското семейство забавя тръгването си с няколко часа. То напуска столицата през нощта на 20 юни 1791 г., което нарушава връзката по маршрута за смяната на конете. Целта им е да се доберат до австрийската граница. И този път обаче придържането към етикета оказва лоша услуга на Мария-Антоанета и съпруга ѝ – огромната карета, в която са предвидени отделения за краля, за децата, за кралските инсигнии и огромно количество багаж, отдалеч издава високия статут на пътниците. В селището Варен, на 60 km от границата, кралят е разпознат от пощенския служител Друе, който без колебание разпознава профила, изсечен върху френските монети. Той предупреждава своите съселяни, след което кралското семейство е арестувано и върнато в Париж.
Опитът за бягство предизвиква сериозна политическа криза във Франция и нанася силен удар върху престижа на монархията и на кралското семейство. От страниците на радикалната преса срещу краля и кралицата се сипят откровени заплахи:
| „                                                     | Из цяла Франция, от единия до другия ѝ край, се надига един общ вик срещу тебе, срещу твоята проклета Месалина, срещу целия ти проклет род. Стига вече Капети, ето вика̀ на всички граждани и впрочем, дори и да беше възможно народът да поиска да ти прости всичките ти престъпления, какво доверие би могъл да има сега той в твоите реликви, долен клетвопрестъпнико, който толкова пъти не си спазвал клетвата си? Ние ще те напъхаме в Шарантон, а твоята мръсница – в Л'опитал. Когато и двамата бъдете хубавичко затворени и особено когато вече няма да имате цивилна листа, ще имате много здраве да се измъкнете някога!... | “ |
| Жак-Рене Ебер, в. „Пер Дюшен" след бягството на краля | |   |

Няколко седмици след това кралят е принуден да подпише готовата конституция, която узаконява монархията и разделението на властите във Франция, но свежда ролята на монарха до обикновен арбитър в парламентарния живот. Въпреки това променливите политически течения до края на 1791 г. карат Мария-Антоанета да вижда приближаващия се край на представителната демокрация във Франция. Кралицата се надява, че Конституцията сама ще докаже своята неприложимост и че чрез една военна интервенция във Франция брат ѝ Леополд II ще сложи край на революцията. Кралицата и съпругът ѝ работят активно, за да въвлекат Австрия и Франция във война, като насърчават амбициите на френската буржоазия за стопанска хегемония в Европа.
Единственият резултат от това поведение на кралската двойка е, че след официалното обявяване на война на Австрия на 20 април 1792 г. и последвалите френски неуспехи на бойното поле, общественото мнение започва да гледа на Мария-Антоанета като на истински враг. От друга страна, кралицата насърчава съпруга си да използва конституционното си право на вето, за да спре приемането на различни популярни закони, които биха могли да ограничат допълнително неговата власт. Това поведение на Мария-Антоанета и съпруга ѝ им спечелва ново прозвище – „господин и госпожа Вето“, и увеличава негативното отношение към тях. На 20 юни 1792 г. тълпа разярени граждани нахлува в Тюйлери и принуждава краля да развее трикольора, за да докаже предаността си към Франция. На 31 юли 1792 г. популярността на краля и кралицата достига най-ниското си ниво, поради което Законодателното събрание спокойно отменя властта му с думите: „Луи XVI повече не е крал на французите“. Уязвимостта на кралското семейство в този момент проличава най-добре във въстанието на 10 август, когато хиляди парижани обкръжават двореца Тюйлери, преодоляват швейцарската гвардия и принуждават Луи XVI и Мария-Антоанета да търсят закрила от Законодателното събрание, преминавайки от двореца в сградата на събранието през таен коридор. Въодушевлението обаче вече е обхванало и депутатите, които заповядват кралското семейство да бъде затворено в Тампл.
Една седмица по-късно част от интендантите на кралското семейство, включително принцеса Дьо Ламбал, са разпитвани от Парижката комуна. Прехвърлена в затвора Ла Форс, принцеса Дьо Ламбал става една от жертвите на септемврийските кланета от 1792 г. Отрязаната ѝ глава е гримирана, сресана и набита на кол, след което изложена пред прозореца на килията на Мария-Антоанета, а тълпата призовава кралицата да излезе и да целуне фаворитката си.
На 21 септември 1792 г. монархията официално е отменена и е обявена Първата френска република. Започва и подготовка за съдебен процес срещу краля, наричан вече просто „Луи Капет“. Обвинен в измяна към републиката, Луи XVI е отделен от семейството си и през декември 1792 г. е изправен пред Конвента, който се самопровъзгласява за съдебен трибунал. Признат за виновен, кралят е осъден на смърт чрез гилотиниране и е екзекутиран на 21 януари 1793 г. Кралицата, която вече е „вдовицата Капет“ след екзекуцията на съпруга ѝ, изпада в дълбок траур и отказва да се храни. Единствен смисъл на живота ѝ оттук нататък стават грижите за живота на децата ѝ. Това, което Мария-Антоанета не знае, е обявяването на сина ѝ за крал на Франция под името Луи XVII от емигриралите роднини на кралското семейство, а граф дьо Прованс се обявява за негов регент. Освен това здравето на Мария-Антоанета започва бързо да се влошава. Въпреки лошото здравословно състояние на Австрийката, въпросът за по-нататъшната ѝ съдба заема централно място в заседанията на Конвента след смъртта на Луи XVI. Мнозина настояват за нейната смърт, докато други предлагат тя да бъде предадена на австрийците срещу пленени френски войници или да бъде разменена срещу огромен откуп от Свещената Римска империя. Томас Пейн агитира за заточение в Америка. През април 1793 г. е сформиран Комитет за обществено спасение и крайно левите като Жак Ебер започват да настояват за съдебен процес и срещу Мария-Антоанета. След като към края на май 1793 жирондинците са отстранени от властта, започват да се чуват призиви за „превъзпитание“ на дофина в духа на идеите на революцията. На 3 юли 1793 г. дофинът е отделен от Мария-Антоанета и е поверен на грижите на един обущар. Това е поредният удар върху бившата кралица, която е силно привързана към сина си, но сега може да го вижда само през прозореца на килията си, докато той се разхожда в двора на затвора.
На 1 август вдовицата Капет е преместена от Тампл в Консиержери като затворник номер 280. На 14 октомври 1793 г. бившата кралица е изправена пред Революционния трибунал по обвинения в държавна измяна, организиране на отвратителни оргии във Версай, отклоняване на средства от държавната хазна в полза на Австрия и опит за убийство на Орлеанския херцог. За разлика от съпруга ѝ, на когото е било дадено време да подготви защитата си, делото на кралицата е манипулирано от якобинците и тя има по-малко от ден, за да подготви своята защита. Поведението на Мария-Антоанета по време на процеса е съвсем спокойно. С блестящите си отговори в своя защита тя впечатлява присъстващите в залата, които очаквали да видят една празноглава жена. Най-сериозното обвинение, отправено срещу Мария-Антоанета, е че заедно с мадам Елизабет тя е блудствала с малолетния си син. Като доказателство за това обвинението представя изтръгнатите с насилия показания на малкия Луи-Шарл, който уж доброволно обвинил майка си. Мария-Антоанета реагира остро, произнасяйки толкова емоционална реч, че присъстващите в залата жени започнали да апелират в нейна защита.
Тъй като изходът на процеса срещу бившата кралица на Франция е предварително решен в Комитета за обществено спасение, никой не е изненадан, че в ранната сутрин на 16 октомври 1793 г. тя е призната за виновна и е осъдена на смърт чрез гилотиниране.
Малко преди да бъде отведена до мястото за екзекуция, Мария-Антоанета пише последното си писмо, адресирано до мадам Елизабет, в което изплаква болката от раздялата с нея и с децата си, оставя последните си напътствия за тях и моли за прошка. Както Мария-Антоанета сама предполага, писмото ѝ така и не достига до адресата.
| „                                                        | 16 октомври, 4.30 сутринта Това, което пиша за последен път, е за Вас, сестро моя. Бях осъдена – не на срамна смърт, която е само за престъпниците, а да се присъединя към брат Ви. Невинна като него, аз се надявам да покажа същата твърдост в последните си моменти. Спокойна съм като всеки, на чиято съвест не тежи нищо. Чувствам дълбока скръб, че оставям бедните си деца: Вие знаете, че аз живях само за тях и за Вас, моя добра и мила сестро. На заседанията по делото ми научих, че дъщеря ми е отделена от Вас. Уви, бедното дете; не смея да му пиша, тя не би получила писмото ми. Дори не знам дали това писмо ще стигне до Вас. Приемете благословията ми и за двамата. Надявам се, че един ден, когато пораснат, ще могат да се присъединят към Вас и ще се радват на нежните Ви грижи.... Нека бързо да осъзнаят, че в каквото и положения да бъдат поставени, те никога нямат да бъдат истински щастливи, без да са единни! Нека последват нашия пример! Колко много утеха ни донесе привързаността ни една към друга в нашето собствено нещастие! И как във време на щастие сме ѝ се радвали двойно от това, че сме имали възможност да я споделим с приятел; а къде някой може да намери приятели по-нежни и по-единни от хората в собственото му семейство? Нека синът ми никога да не забравя последните думи на баща си, които аз повтарям непрестанно; нека никога да не търси мъст за смъртта ни. Трябва да поговоря с Вас за нещо, от което ме боли сърцето; разбрах колко болка трябва да Ви е причинило детето. Простете му, сестро моя; помислете за годините му и колко е лесно да накараш едно дете да изрече нещо, което някой желае, особено когато то не го разбира. Ще дойде ден, надявам се, в който той ще почувства по-добре цената на Вашата добрина и на Вашата мила обич и към двамата. Остава да Ви поверя последните си мисли. Трябвало е да поискам да им пиша още в началото на процеса, но освен че не ми оставиха никакво средство за писане, събитията се стекоха толкова бързо, че аз наистина нямах никакво време. Умирам в Католическата, Апостолическа и Римска вяра – тази на моите предци, тази, в която бях възпитана, и тази, която винаги съм изповядвала. Нямайки никаква възможност да намеря духовна утеха..., аз искрено моля прошка от Бога за всички грехове, които може да съм извършила през живота си. Вярвам, че в Своята доброта Той ще приеме снизходително моите последни молитви, както и тези, които дълго съм Му отправяла – да приеме душата ми в Своята благодат. Моля прошка от всички, които съм познавала, и по-специално от Вас, сестро моя, за всички страдания, които, без да искам, може да съм Ви причинила. Прощавам на всичките си врагове злините, които са ми причинили. Сбогувам се с всичките си лели, братя и сестри. Имах приятели. Мисълта да бъда разделена завинаги от тях и от всичките им страдания е една от най-големите ми болки, от които страдам преди смъртта. Нека знаят, че ще мисля за тях до последния си момент. Сбогом, моя добра и нежна сестро. Дано това писмо стигне до Вас. Мислете винаги за мен; прегръщам Ви от цялото си сърце, както и моите бедни, скъпи деца. Господи, колко сърцераздирателно е да ги оставя завинаги! Сбогом, Сбогом! | “ |
| Из последното писмо на Мария-Антоанета до мадам Елизабет | |   |

Мария-Антоанета е екзекутирана по-късно на същия ден, в 12:15 ч. – облечена в семпла бяла рокля – две седмици и половина, преди да навърши 38 години. Свидетелите на екзекуцията са впечатлени от спокойния вид и самообладанието, с които Мария-Антоанета изминава пътя до гилотината. „Мосю, моля да ме извините. Не го направих нарочно.“ са последните думи, които тя отправя към един мъж, когото неволно настъпва, преди да бъде гилотинирана. Тялото ѝ е погребано в необозначен гроб в гробището Мадлен в Париж.
На 15 януари 1815 г., след реставрацията на Бурбоните във Франция, телата на Мария-Антоанета и Луи XVI са ексхумирани по нареждане на граф Дьо Прованс, сега Луи XVIII, и са препогребани подобаващо на 21 януари в гробницата на френските крале в катедралата „Сен Дени“ в Париж.

## Семейство
|                   |                   |                   |                   |                   |                   |  |  | Луи XVI                              | Луи XVI                              | Луи XVI                              | Луи XVI                              | Луи XVI                              | Луи XVI                              |  |  | Мария-Антоанета | Мария-Антоанета | Мария-Антоанета | Мария-Антоанета | Мария-Антоанета | Мария-Антоанета |  |  |                        |                        |                        |                        |                        |                        |  |  |  |  |
|                   |                   |                   |                   |                   |                   |  |  | Луи XVI                              | Луи XVI                              | Луи XVI                              | Луи XVI                              | Луи XVI                              | Луи XVI                              |  |  | Мария-Антоанета | Мария-Антоанета | Мария-Антоанета | Мария-Антоанета | Мария-Антоанета | Мария-Антоанета |  |  |                        |                        |                        |                        |                        |                        |  |  |  |  |
|                   |                   |                   |                   |                   |                   |  |  |                                      |                                      |                                      |                                      |                                      |                                      |  |  |                 |                 |                 |                 |                 |                 |  |  |                        |                        |                        |                        |                        |                        |  |  |  |  |
|                   |                   |                   |                   |                   |                   |  |  |                                      |                                      |                                      |                                      |                                      |                                      |  |  |                 |                 |                 |                 |                 |                 |  |  |                        |                        |                        |                        |                        |                        |  |  |  |  |
| Мари Терез Шарлот | Мари Терез Шарлот | Мари Терез Шарлот | Мари Терез Шарлот | Мари Терез Шарлот | Мари Терез Шарлот |  |  | Първи Дофин Луи-Жозеф Ксавие Франсоа | Първи Дофин Луи-Жозеф Ксавие Франсоа | Първи Дофин Луи-Жозеф Ксавие Франсоа | Първи Дофин Луи-Жозеф Ксавие Франсоа | Първи Дофин Луи-Жозеф Ксавие Франсоа | Първи Дофин Луи-Жозеф Ксавие Франсоа |  |  | Луи Шарл        | Луи Шарл        | Луи Шарл        | Луи Шарл        | Луи Шарл        | Луи Шарл        |  |  | Мари Софи Елен Беатрис | Мари Софи Елен Беатрис | Мари Софи Елен Беатрис | Мари Софи Елен Беатрис | Мари Софи Елен Беатрис | Мари Софи Елен Беатрис |  |  |  |  |

## Цитирани източници
- Goodman, Dena. Marie Antoinette: Writings on the Body of a Queen.   Routledge, 2003. ISBN 0-415-93395-1.
- Fraser, Antonia. Marie Antoinette, The Journey.   Anchor, 2001. ISBN 0-7538-1305-X.
- Cadbury, Deborah. A True Story of Revolution, Revenge, and DNA.   New Yourk, St. Martin's Press, 2002. ISBN 0-312-32029-9.
- Bos, Carole D. Marie Antoinette //   awesomestories.com, 2006.
- Пантев, Андрей и др. История на новото време.   Абагар, 1995.
- Ташева, Росица. Френската революция в текстове и документи, 1789 – 1799.  София, Университетско издателство „Св. Климент Охридски“, 1992. Архив на оригинала от 2017-02-15 в Wayback Machine.